# Myriam Moscona

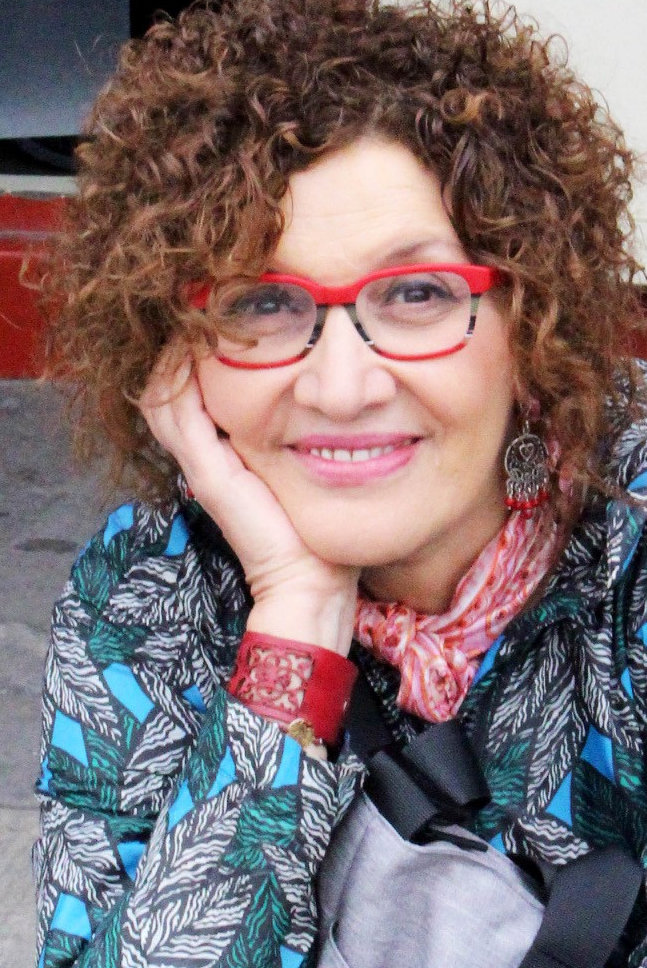
Myriam Moscona, Porträt

Myriam Moscona (* 1955 in Mexiko-Stadt) (מירים מוסקונה) ist eine mexikanische Dichterin, Journalistin und Übersetzerin. Ihre Familie ist bulgarisch-sephardisch und ihre Texte verfasst sie meist in Spanisch und Sephardisch.

## Werke (Auswahl)
- Último jardín (1983)
- Las visitantes (1989, Premio Nacional de Poesía de Aguascalientes)
- Las preguntas de Natalia (1992)
- El árbol de los nombres (1992)
- De frente y de perfil: Semblanzas de poetas (1994)
- Vísperas (1996)
- Negro marfil (2000, 2006)
- El que nada (2006)
- En la superficie azul (2008)
- De par en par (2009)
- Tela de Sevoya (2012)

## Auszeichnungen
- Premio Nacional de Poesía de Aguascalientes, 1989
- Premio Nacional de Traducción de Poesía, 1996 für die Übersetzung von The Desert Music von Adriana González Mateos